# Чирянка руда
Чирянка руда (Spatula cyanoptera) — водоплавний птах родини качкових (Anatidae). Поширений в Америці.

## Поширення
Птах поширений в західних частинах Північної Америки, Центральній Америці та в західній і південній частинах Південної Америки. Північні популяції перелітні та переважно зимують у північній частині Південної Америки та Карибському басейні.

## Підвиди
- Spatula cyanoptera septentrionalium (Oberholser, 1906); розмножується від Британської Колумбії до північно-західної частини Нью-Мексико, а зимує на північному заході Південної Америки.[3]
- Spatula cyanoptera tropica (Snyder & Lumsden, 1951); ендемік Колумбії.[3]
- Spatula cyanoptera borreroi (Snyder & Lumsden, 1951); (можливо, вимерлий) зустрічався в східних Андах Колумбії з записами з північного Еквадору. Востаннє спостерігався у 1950-х роках.[3]
- Spatula cyanoptera orinoma (Snyder & Lumsden, 1951); зустрічається в Альтіплано Перу, на півночі Чилі та Болівії.[3]
- Spatula cyanoptera cyanoptera (Vieillot, 1816); зустрічається в південному Перу, південній Бразилії, Аргентині, Чилі та на Фолклендських островах.[3]

## Опис
Чирянка руда досягає довжини тіла близько 41 см, довжини крил 19 см і ваги 340 г. Це один із найменших видів качок. Однотонне оперення самиці має переважно каштаново-коричневий колір. Самець також має каштаново-коричневе забарвлення на голові та грудях. Черево переважно темно-буре, спина зеленувато-бура. Дзеркальця мають блакитне забарвлення. У ділянці плечей пір'я жовтувато-зеленого кольору. Розкішне оперення самця в період розмноження яскраво-червоне на голові, животі та боках. Спина темно-коричнева. Очі в обох статей червонуваті, а дзьоб помаранчевий.